# Mesene hyale
Mesene hyale är en fjärilsart som beskrevs av Felder 1865. Mesene hyale ingår i släktet Mesene och familjen Riodinidae. Inga underarter finns listade i Catalogue of Life.